# Абдуллаев, Шовгияр Джамиль оглы
Шовгияр Джамиль оглы Абдуллаев (азерб. Şövqiyar Cəmil oğlu Abdullayev; 5 апреля 1969 — 27 августа 1992) — азербайджанский танкист. Национальный герой Азербайджана (1993, посмертно).

## Биография
Родился в 5 апреля 1969 года в селе Нариманлы Басаркечарского района Армянской ССР. В 1986 году, окончив с отличием среднюю школу села Нариманлы, поступил в Азербайджанский государственный политехнический институт (ныне Технический университет). После окончания первого курса был призван в ряды Советской армии. Служил в Монголии. В 1989 году вернулся в Баку.

### Первая карабахская война
В 1992 году добровольцем вступил в Национальную армию Азербайджана. Вскоре был назначен командиром танкового взвода, сформированного в Агдаме. Бригада в которой служил Абдуллаев обороняла стратегический пункт в селе Абдал-Гюлаблы, участвовала в боях за Паправенд, Пирджамал, Аранзамин. 23 августа бригада была отправлена в Мардакерт. В боях за село Дрмбон его танк несколько раз подбивали. Получив тяжёлые ранения обеих ног, был доставлен в госпиталь в городе Агдам. Подлечившись, вновь отправился на фронт. 27 августа 1992 года в одном из боёв, спасая своих товарищей, погиб. На момент гибели был холост.

## Память
Указом президента Азербайджанской Республики № 457 от 5 февраля 1993 года Шовгияру Джамиль оглы Абдуллаеву было присвоено звание Национального героя Азербайджана (посмертно).
Похоронен 29 августа 1992 года на Аллее Шехидов в Баку.